# Grigorij Łaguta

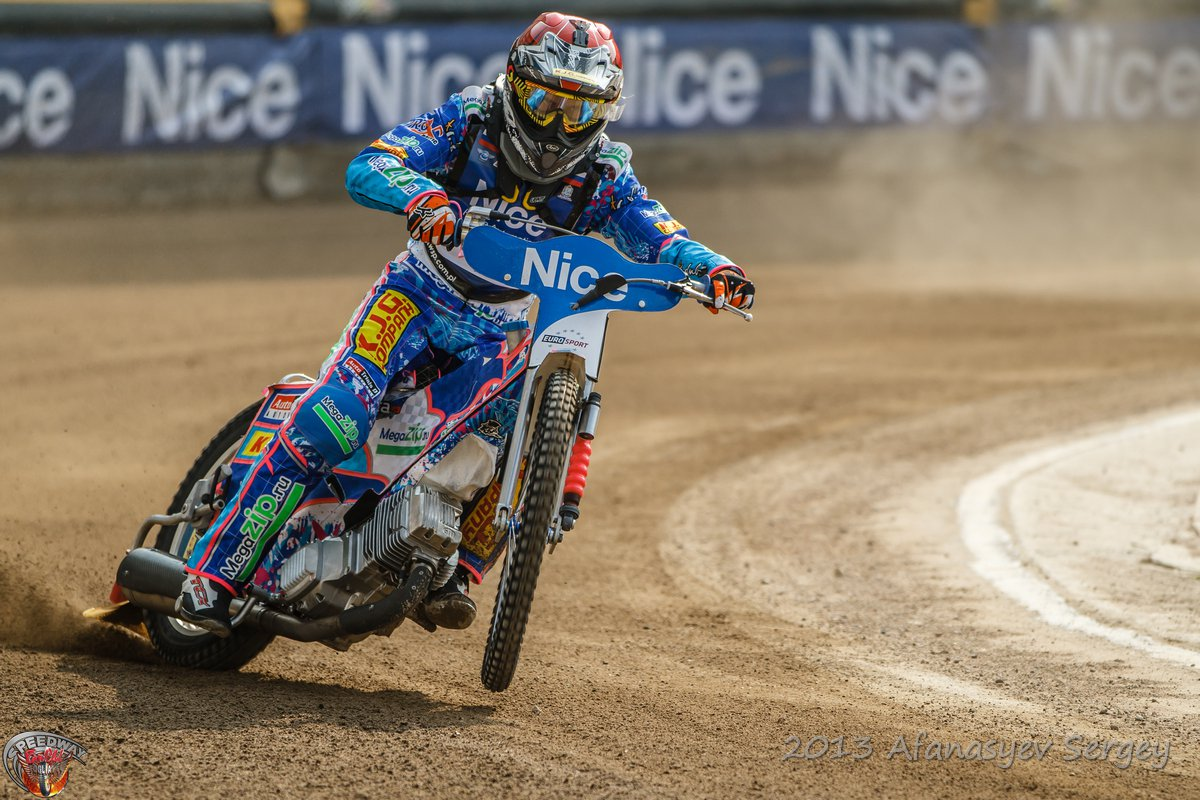

Grigorij Grigorjewicz Łaguta, ros. Григорий Григорьевич Лагута, łot. Grigorijs Laguta (ur. 9 kwietnia 1984 w Bolszoj Kamieniu) – rosyjski żużlowiec, występujący również na lodzie, posiadający również łotewską licencję.

## Życiorys

### Kariera sportowa
Do 2010 r. występował w klubie z łotewskiego Dyneburga – Lokomotivie. W latach 2011–2014 reprezentował barwy Włókniarza Częstochowa. Po sezonie 2014 Łaguta przeniósł się z Częstochowy do KS Toruń. Od sezonu 2016 reprezentował barwy KS ROW Rybnik. 11 czerwca 2017 podczas kontroli antydopingowej po meczu Rybnika z Częstochową, w próbce A od Łaguty stwierdzono obecność meldonium, w związku z czym 6 lipca został zawieszony. 10 lipca zawodnik odwołał się od tej decyzji i zażądał zbadania próbki B. W latach 2019–2021 startował w barwach Motoru Lublin. W sezonie 2022 nadal miał reprezentować lubelski klub, jednak z powodu inwazji Rosji na Ukrainę rosyjscy zawodnicy zostali zawieszeni przez FIM do odwołania. Od tego czasu startuje wyłącznie w barwach Wostoku Władywostok w lidze rosyjskiej, do której powrócił po kilku latach.

### Życie prywatne
Brat Artioma Łaguty oraz wujek Wadima Tarasienki i Pawieła Łaguty, również żużlowców.

## Przynależność klubowa
Polska
- SK Lokomotīve Dyneburg (Łotwa, 2006–2010)
- Włókniarz Częstochowa (2011–2014)
- KS Toruń (2015)
- ROW Rybnik (2016–2017)
- Speedway Lublin (2019–2022)

Szwecja
- Västervik Speedway (2008–2009)
- Valsarna Hagfors (2010–)

## Sukcesy
| Klasyfikacja końcowa: | Klasyfikacja końcowa: | 32   | 0    | numer stały (brak) | numer stały (brak) |
| Lp.                   | Grand Prix            | Msc. | Pkt. | Biegi              | Nr start           |
| 9 /10                 | GP Łotwy              | 17   | 0    | (-)                | 17                 |

| Klasyfikacja końcowa: | Klasyfikacja końcowa: | 20   | 8    | numer stały (brak) | numer stały (brak) |
| Lp.                   | Grand Prix            | Msc. | Pkt. | Biegi              | Nr start           |
| 8 /11                 | GP Łotwy              | 7    | 8    | (3,1,3,0,1)        | 14                 |

| Klasyfikacja końcowa: | Klasyfikacja końcowa: | 24   | 2    | numer stały (brak) | numer stały (brak) |
| Lp.                   | Grand Prix            | Msc. | Pkt. | Biegi              | Nr start           |
| 8 /11                 | GP Łotwy              | 15   | 2    | (1,1,0,u,0)        | 6                  |

| Klasyfikacja końcowa: | Klasyfikacja końcowa: | 20   | 6    | numer stały (brak) | numer stały (brak) |
| Lp.                   | Grand Prix            | Msc. | Pkt. | Biegi              | Nr start           |
| 6 /11                 | GP Łotwy              | 13   | 6    | (3,1,1,1,-)        | 10                 |

|  | stały uczestnik cyklu                                           |
|  | dzika karta, rezerwa toru lub rezerwowy                         |
|  | zawodnik niesklasyfikowany (rezerwa toru bez startu w zawodach) |

- Indywidualne mistrzostwa Łotwy na żużlu
  - 2008 – 1. miejsce[5]
  - 2011 – 1. miejsce[6]

- Indywidualne mistrzostwa Rosji na żużlu
  - 2008 – 3. miejsce
  - 2010 – 2. miejsce

- Indywidualne mistrzostwa Europy na żużlu
  - 2011 – 1. miejsce[7]
  - 2019 – 2. miejsce